# Peri Arndt

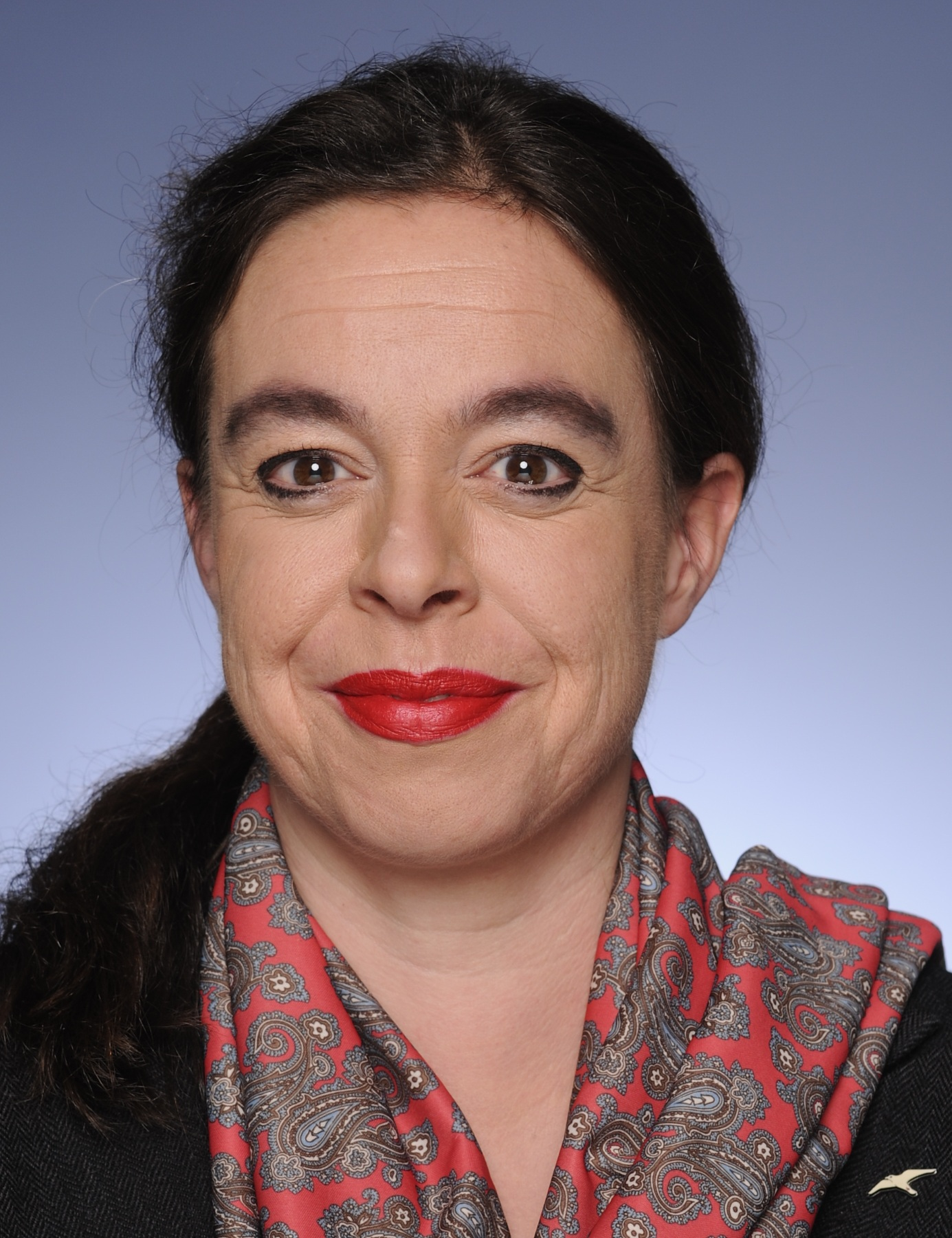
Peri Arndt, Wahlplakat 2011

Peri Arndt (* 21. Januar 1965 in Eutin) ist eine deutsche Musikerin und Politikerin (SPD). Sie war von März 2011 bis 2020 Mitglied der Hamburgischen Bürgerschaft.

## Beruflicher Werdegang
Arndt ist Musikpädagogin und arbeitet als Klavierlehrerin in Hamburg-Bergedorf. Seit 1995 bildet sie mit Sängerin Kristina Bischoff das Duo Dekolleté. Eine Zeitlang begleitete sie die Schrillerlocken – einen gemischten Damenchor aus Hamburg – am Klavier. Arndt initiierte und publizierte im Jahr 2000 zusammen mit der Arbeitsgruppe Exilmusik (am musikwissenschaftlichen Institut der Universität Hamburg) die Sammlung biographischer Essays über ins Exil getriebene und verfolgte Musikerinnen und Komponistinnen. Sie ist seit 2004 die Vorsitzende des Vereins KulturForum Serrahn und koordiniert seit 2009 gemeinsam mit Stefan von Merkl die Bergedorfer Aktivitäten zum Tag der Musik.

## Politische Karriere
Im Alter von 15 Jahren trat Arndt den Jusos bei. In den Jahren 1997 bis 2011 war sie Abgeordnete für die SPD in der Bezirksversammlung Bergedorf und dort Mitglied in den Ausschüssen Haushalt und Vergabe, Jugendhilfe sowie Sport und Kultur. Von 2008 bis 2011 war sie Vorsitzende des Jugendhilfeausschusses in Bergedorf.
Bei der Bürgerschaftswahl 2011 konnte sie mit 12.369 Stimmen (5,5 Prozent) den direkten Einzug in die Bürgerschaft erzielen. Seit dem 7. März 2011 war sie Mitglied der Hamburgischen Bürgerschaft in folgenden Ausschüssen: Familie und Jugend, Justiz, Haushalt, G 10, G 13 sowie Unterausschuss Personalwirtschaft. Bei der Bürgerschaftswahl 2015 erreichte Arndt mit 11.006 Stimmen erneut ein Direktmandat im Wahlkreis Bergedorf. Seitdem war sie im Ausschuss für Kultur, Justiz und Haushalt tätig.
Im Rahmen ihrer politischen Tätigkeit betreibt Frau Arndt zudem Portalseiten für Jugendliche und Familien in Bergedorf.